# Riforma di Gorze
La Riforma di Gorze si inserisce fra le riforme conventuali benedettine del X secolo. Essa è così denominata dall'Abbazia benedettina di Gorze (Lotaringia), che fu fondata nel 749 presso Gorze come "convento di Gorzia" da San Crodegango, vescovo di Metz.

## Artefici della riforma
Il 16 dicembre 933 Adalberone, vescovo di Metz, insediò l'arcidiacono Einoldo (anche Ainoldo) quale abate del convento di Gorze. Einoldo ed il suo assistente Giovanni di Gorze (che divenne successivamente abate di Gorze ed è venerato come santo) furono incaricati da Adalberone, di ricostruire il decrepito convento di Gorze e di riformarne la regola. Essi diedero l'avvio al "movimento di Gorze" (Ordo Gorziensis) come movimento di riforma 
conventuale.
In Lotaringia ed in Germania la diffusione delle riforme fu molto importante e coinvolse più o meno intensamente oltre cento e cinquanta monasteri. I monaci di Gorze si dispersero in diverse abbazie per riformarle. A Metz, nel 936, l'abbazia di San Martino venne riformata da Salecho, che vi era stato chierico prima di diventare monaco a Gorze. Verso il 940 il vescovo Federico, zio di Adalberone I di Metz, riformò l'Abbazia di Saint-Hubert. L'Abbazia di Saint-Arnould, da capitolo dei canonici, passò allo statuto di monastero regolare verso il 942, per volontà episcopale. Un altro monaco di Gorze, Erluino, fu il primo abate dell'Abbazia di Gembloux, fondata verso il 945 dal suo amico Gilberto, che si era fatto monaco a Gorze. Erluino diresse anche l'Abbazia di Soignies, ove il capitolo dei canonici si era trasformato in monastero. Invece nell'Abbazia di Lobbes egli subì uno scacco.
Nell'XI secolo vennero creati circa ventitré priorati benedettini in Lorena, indice del dinamismo delle riforme intraprese e dello sviluppo monastico, dovuto in gran parte all'espansione dell'Abbazia di Gorze, che ebbe un certo impatto sull'economia della Lotaringia.
L'Abbazia territoriale di Einsiedeln divenne un polo della riforma monastica di Gorze nella regione, che farà nascere in seguito le abbazie di Poussay (1018), di Muri (entro il 1027 e 1030), di Bouzonville (1033), di Hermetschwil (verso il 1083), di Münster (1086) e d'Engelberg (poco prima del 1124), ma si possono anche citare Moyenmoutier, Sant'Apro di Toul, che ne fu modello, o quella di San Massimino di Treviri.
Sostenitori del Movimento di Gorze furono San Bruno di Sassonia, duca di Lorena e successivamente arcivescovo di Colonia, il vescovo sant'Adalberto di Magdeburgo, poi insegnante dell'imperatore Enrico II, il vescovo san Volfango di Ratisbona e Ramwold, abate di Sankt Emmeram.
Sotto il regno di Enrico i monaci riformatori furono incaricati di occuparsi delle abbazie di Prüm, di Hersfeld, di Lorsch, di Fulda. L'arcivescovo Bruno di Colonia, fratello dell'imperatore Ottone I, introdusse nel 951 a Lorsch l'ordo Gorziensis.
Di là presero lo spunto le riforme delle abbazie di Corvey, San Gallo, Gran San Martino (Colonia) e Armorbach.
Nel movimento riformatore fu coinvolto anche il vescovo (e poi santo) Adalberone di Würzburg.

## Contenuti
La Riforma di Gorze fu simile a quella cluniacense nel porsi l'obiettivo di ristabilire la regola di San Benedetto, ma fu in forte contrapposizione ad essa in altri campi e si proponeva, fra l'altro, un monachesimo sottoposto ad una signoria laica. Infatti, mentre Cluny creò un sistema centralizzato di autorità nel quale le singole case che adottavano la riforma divenivano subordinate a Cluny stessa, le riforme di Gorze salvaguardavano l'indipendenza dei monasteri che vi partecipavano, creando invece una rete di case affiliate connesse fra loro in modo molto elastico, basate su centri diversi quali le abbazie di Fulda, Niederaltaich, Einsiedeln e Sankt Emmeram.
Secondo lo storico John Nightingale, con questa riforma si pervenne soprattutto ad una maggior sicurezza e ad un miglioramento dei conventi, però non da un punto di vista spirituale ma economico.
Donazioni di famiglie nobili e non del circondario provvidero quindi continuamente e a lungo al benessere dei conventi anche dopo la riforma degli anni 930. Nightingale mostra atti che non indicherebbero l'avvento di sostanziali cambiamenti rispetto al periodo pre-riforma, come invece lascerebbero supporre i documenti dei vescovi riformatori.

## Diffusione
È emerso come nei paesi di lingua tedesca e nel periodo ottoniano-salico sia documentabile l'adesione al movimento di Gorze di un numero di conventi pari a circa 200.